# Rom Landau
 (mai 2019).
Si vous disposez d'ouvrages ou d'articles de référence ou si vous connaissez des sites web de qualité traitant du thème abordé ici, merci de compléter l'article en donnant les références utiles à sa vérifiabilité et en les liant à la section « Notes et références ».
Pour les articles homonymes, voir Landau.
Romauld Landau, dit Rom Landau, né en 1899 en Pologne et mort en 1974 à Marrakech, est un journaliste, officier, écrivain et sculpteur britannique d'origine polonaise. 
Né en Pologne, il est devenu citoyen britannique après avoir servi comme volontaire dans la Royal Air Force durant la Seconde Guerre mondiale. Il a été auteur, sculpteur, éducateur, ainsi qu'officier des services extérieures britanniques. Il est également connu pour sa connaissance de la culture arabe et islamique. Le Maroc est sa zone d’intérêt principale. Il travaille aussi comme critique littéraire pour plusieurs journaux réputés comme the Spectator.

## Biographie
Né de parents germano-polonais, Landau étudie la philosophie, les arts et la religion dans différentes écoles européennes, notamment en Allemagne. En 1922, alors qu'il vit à Berlin, il devient le protégé du sculpteur allemand, Georg Kolbe. Durant la fin des années 1920 et le début des années 1930, Landau se constitue une modeste réputation d'écrivain à travers l'Europe. Ses thèmes de prédilection sont l'histoire de l'art, les biographies de célébrités polonaises et l'étude comparative des religions. Il écrit son livre ayant eu le plus de succès en 1935, God is my adventure (Dieu est mon aventure).

### Voyage
Rom Landau visite le Maroc pour la première fois en 1924. Depuis cette période il devient un étudiant en culture Islamique. Il parle lui-même l’arabe et passera beaucoup de temps à voyager et parfois à vivre en Afrique du Nord et au Moyen-Orient. Il rend visite au roi Ibn Saud d'Arabie Saoudite en 1937 ainsi qu’au roi Abdallah Ier de Jordanie et à de nombreux leader religieux et temporel du Moyen-Orient. Il publie, en 1938, à la suite de ce voyage un livre, Arm the Apostles (Le Bras des Apôtres), dans lequel il se fait le défenseur des Arabes. Cela aurait pu influencer en partie l’assistance britannique et française aux pays du monde arabe lors du déclenchement de la guerre contre les nazis.

### La Seconde Guerre mondiale
Landau devient citoyen britannique en servent comme volontaire dans la Royal Air Force (1939-1941), il sera également membre de 1941 à 1945 du comité arabe des renseignements extérieurs britannique.
Durant cette période, en 1943, il publie avec A.J Arberry, Islam Today (L’Islam aujourd’hui). Peu de temps après la guerre, Landau retourne en Afrique du Nord où il établit une relation personnelle avec le sultan du Maroc Mohamed ben Youssef (Mohammed V), ainsi qu’avec d’autres leaders arabes des mouvements de libération.

### Les années académiques
Après une tournée littéraire aux États-Unis de 1952 à 1953, Landau s’installe à San Francisco où il est employé par l’académie américaine Frederic Spiegelberg des études asiatiques, il y sera le professeur d’Alan Watts. Il est affilié en 1954 à l’université du Pacifique de Stockton en Californie dans laquelle il devient professeur d’études Islamique de 1956 à 1968. De 1962 à 1963 il supervise l’entraînement du programme Corps de la paix, qui prépare des volontaires pour un service au Maroc. À partir de 1968, Landau s’installe à Marrakech, là où il finira ses jours.

### L’appui de Rom Landau aux nationalistes marocains
Landau réalise un voyage au Maroc en 1949 au cours duquel il rencontre le sultan Mohamed ben Youssef. Cela renforce sa sympathie à l’égard du Maroc et le pousse à prendre davantage partie pour la cause nationaliste. Il publie un livre qui décrit son voyage dans le pays. Ce voyage lui permet de nouer des contacts étroits avec les militants marocains et notamment avec Allal El Fassi. Rom Landau est alors un homme connu et influent dans les milieux intellectuels européens, il est la caution parfaite qui manque aux nationalistes marocains pour pouvoir développer leurs activités outre-atlantique. Il est le pont culturel entre les Marocains et le monde anglophone. En effet, associés à l’intelligence politique d’Ahmed Balafrej, la réputation de Landau et la caution intellectuelle qu’il constitue vont permettre à l’Istiqlal de développer une intense propagande auprès des élites américaines et de constituer un important réseau d’influence. Les militants marocains basés aux États-Unis vont par l’entremise de Rom Landau, parvenir à s’adresser aux milieux universitaires américains. En effet, grâce à une conférence donnée à l’université de Columbia par Landau, Great Jonas, le leader du syndicat étudiant américain, National Student Association (NSA), va être impressionné et profondément touché par la cause marocaine. Ainsi, le leader syndical va décider de s’investir bénévolement auprès du bureau de propagande marocain aux États-unis, ce qui va contribuer aux développements du réseau d’appui à la cause marocaine.
En outre, l’engagement littéraire de Landau pour la cause marocaine ne va pas cesser de 1949 à 1957. C’est avec la parution de son livre, The sultan of Morocco, véritable hagiographie de Mohamed ben Youssef et par sa diffusion auprès des décideurs américains et des délégués aux Nations-Unies, que Landau va contribuer à l’augmentation de la popularité du sultan. En effet, le sultan marocain y est présenté comme un souverain moderne, éduqué, le symbole même de « la modernité orientale ». Surtout, cette œuvre est utilisée par l'Istiqlal dans ses campagnes de propagande pour montrer que le sultan est le garant de « l’unité nationale » marocaine, que sa personne et sa souveraineté sont inviolables et que par conséquent, les attaques répétées de la France à son encontre constituent un danger pour la stabilité politique au Maroc et donc pour la paix mondiale.

## Documentation
Il existe trois grandes fonds documentaires concernant les écrits de Romauld Landau : the Rom landau Papers (1927-1979), the Rom Landau Collection (1899-1965) et the Rom Landau Middle East Collection (1920-1970).

### Rom Landau Papers(1927-1979)
Une bonne partie des écrits de l'auteur sont conservés au centre de recherche de la bibliothèque de l'Université de Syracuse, ils sont divisés en six séries. La série des données bibliographique et de la reconnaissance publique contient de court extrait d'information biographique ainsi que des exemples où Landau est mentionné dans la presse. La série correspondance, contient la correspondance professionnelle de 1927-1974, la correspondance personnelle de (1972-1974) et des documents juridiques de l'auteur. La série écrits et art, est sans doute la plus complète, elle contient des documents de Landau, des manuscrits, des notes, des références mais aussi des discours sur le Moyen-Orient et des écrits sur le renseignement politique, la religion et de nombreux autres sujets. Cette série contient également une petite sélection des sculptures de Landau ainsi qu'une copie de son livre, God is my adventure (Dieu est mon aventure). Une autre série matériel imprimés, contient des brochures utilisées pour l'université du Pacifique. La série souvenirs contient des effets personnels de Landau notamment des pièces d'art marocains, des copies de ses livres, des passeports, des photographies etc. Pour finir, la série enregistrement, contient des bobines des enregistrements audio réalisés par Landau au cours de ses voyages. On y trouve notamment des sons, des musiques et des danses de différentes région du Moyen-Orient, ainsi que ses interviews radio, des discours engagés. On y trouve également des opéras enregistrés, ainsi que différentes bobines liées à ses études islamiques.

### Rom Landau Collection(1899-1965)
Cette collection contient la correspondance lier aux ouvrages de Landau, elle a été achetée par l'université de Californie, à Santa Barbara en 1967. Il y a trois séries dans cette collection, la correspondance reçue par Landau, celle qu'il reçoit du journal The Spectator ainsi que des lettres qu'il reçoit de T. S. Eliot, E. M. Forster, George Bernard Shaw, et Virginia Woolf.

### Rom Landau Middle East Collection(1920-1970)
Cette collection contient principalement la librairie personnelle de Rom Landau mais aussi d'autres matériaux comme des coupures de presse et des documents gouvernementaux utilisés pour donner ses cours en études Islamiques. Ces documents sont principalement centrés sur le Maroc. Mais une considérable collection est consacrée aux autres pays de l'Afrique du Nord française comme l'Algérie et la Tunisie, on y trouve des corpus documentaires sur divers pays d'Islam et aussi sur Israël et la Palestine. La période la plus prolifique de cette collection concerne les vingt années suivant la Seconde Guerre mondiale, de 1945 à 1970. La collection est organisée en quatre séries : les Matériaux manuscrits, les imprimés sur le Maroc, les imprimés sur les terres musulmanes, les matériaux sans liens avec l'islam ou le Moyen-Orient.